# Санчес Сола, Хосе Луис
Хосе Луис Санчес Сола (исп. José Luis Sánchez Solá; 31 января 1959, Пуэбла), более известный по прозвищу Челис (исп. Chelís), — мексиканский футбольный тренер.

## Тренерская карьера
Санчес Сола был назначен главным тренером клуба «Пуэбла» в 2006 года, дважды его увольняли с этой должности, но из-за требований футболистов команды вернуть его он вновь становился их наставником. Во время своего пребывания в «Пуэбле» Сола получил широкую известность в мексиканском футболе, вернув команду в элитный дивизион и добившись в нём некоторых успехов со «скромным клубом».
Челис получал горячую поддержку от болельщиков и футболистов, а также от губернатора штата Пуэбла Марио Марина, которые высоко ценили то, что клуб спустя 15 лет вновь представлял собой конкурентоспособную команду. Наибольшего успеха под руководством Санчеса Солы команда добилась в Клаусуре 2009. Заняв 5-е место в общей таблице, «Пуэбла» смогла преодолеть сопротивление «Монтеррея» в 1/4 финала чемпионата, но уступила в полуфинале клубу «УНАМ Пумас». Через несколько дней после этого полуфинала Санчес Сола появился в политической рекламе, где поддерживал Институционно-революционную партию, в которой состоял губернатор штата Марио Марин. Это вовлечение тренера в политику вызывало ряд критических отзывов со стороны некоторых спортивных комментаторов и общественных деятелей.
14 ноября 2010 года Санчес Сола возглавил клуб «Эстудиантес Текос». 8 декабря 2012 года Санчес Сола был назначен главным тренером американского клуба «Чивас США», 29 мая 2013 года он был уволен с этого поста.